# Mount Sterling (Ohio)
Mount Sterling es una villa ubicada en el condado de Madison en el estado estadounidense de Ohio. En el Censo de 2010 tenía una población de 1782 habitantes y una densidad poblacional de 398,86 personas por km².

## Geografía
Mount Sterling se encuentra ubicada en las coordenadas 39°43′15″N 83°15′50″O / 39.72083, -83.26389. Según la Oficina del Censo de los Estados Unidos, Mount Sterling tiene una superficie total de 4.47 km², de la cual 4.47 km² corresponden a tierra firme y (0%) 0 km² es agua.

## Demografía
Según el censo de 2010, había 1782 personas residiendo en Mount Sterling. La densidad de población era de 398,86 hab./km². De los 1782 habitantes, Mount Sterling estaba compuesto por el 97.47% blancos, el 0.34% eran afroamericanos, el 0.39% eran amerindios, el 0.73% eran asiáticos, el 0% eran isleños del Pacífico, el 0.34% eran de otras razas y el 0.73% pertenecían a dos o más razas. Del total de la población el 1.96% eran hispanos o latinos de cualquier raza.